# Australian Goldfields Open
De Australian Goldfields Open is een jaarlijks snookertoernooi in Australië. Het toernooi keerde in het seizoen 2011/12 na een afwezigheid van 16 jaar terug op de snookerkalender als een rankingtoernooi. Er wordt gespeeld in Bendigo. Het toernooi wordt aan het begin van het seizoen gehouden, meestal begin juli.

## Erelijst
| Seizoen                                      | Winnaar                                  | Verliezend finalist                      | Score                                    |
| Australian Masters (non-rankingtoernooi)     | Australian Masters (non-rankingtoernooi) | Australian Masters (non-rankingtoernooi) | Australian Masters (non-rankingtoernooi) |
| -------------------------------------------- | ---------------------------------------- | ---------------------------------------- | ---------------------------------------- |
| 1979/80                                      | Ian Anderson                             | Perrie Mans                              | [ 1 ]                                    |
| 1980/81                                      | John Spencer                             | Dennis Taylor                            | [ 1 ]                                    |
| 1981/82                                      | Tony Meo                                 | John Spencer                             | [ 1 ]                                    |
| 1982/83                                      | Steve Davis                              | Eddie Charlton                           | [ 1 ]                                    |
| 1983/84                                      | Cliff Thorburn                           | Bill Werbeniuk                           | 7 - 3                                    |
| 1984/85                                      | Tony Knowles                             | John Virgo                               | 7 - 3                                    |
| 1985/86                                      | Tony Meo                                 | John Campbell                            | 7 - 2                                    |
| 1986/87                                      | Dennis Taylor                            | Steve Davis                              | 3 - 2                                    |
| 1987/88                                      | Stephen Hendry                           | Mike Hallett                             | 371 - 226                                |
| Hong Kong Open (rankingtoernooi)             |                                          |                                          |                                          |
| 1989/90                                      | Mike Hallett                             | Dene O'Kane                              | 9 - 8                                    |
| Australian Open (non-rankingtoernooi)        |                                          |                                          |                                          |
| 1994/95                                      | John Higgins                             | Willie Thorne                            | 9 - 5                                    |
| Australian Masters (non-rankingtoernooi)     |                                          |                                          |                                          |
| 1995/96                                      | Anthony Hamilton                         | Chris Small                              | 8 - 6                                    |
| Australian Open (non-rankingtoernooi)        |                                          |                                          |                                          |
| 1995/96                                      | Anthony Hamilton                         | Chris Small                              | 9 - 7                                    |
| Australian Goldfields Open (rankingtoernooi) |                                          |                                          |                                          |
| 2011/12                                      | Stuart Bingham                           | Mark Williams                            | 9 - 8                                    |
| 2012/13                                      | Barry Hawkins                            | Peter Ebdon                              | 9 - 3                                    |
| 2013/14                                      | Marco Fu                                 | Neil Robertson                           | 9 - 6                                    |
| 2014/15                                      | Judd Trump                               | Neil Robertson                           | 9 - 5                                    |
| 2015/16                                      | John Higgins                             | Martin Gould                             | 9 - 8                                    |